# Simone Dahl
Simone Dahl es una deportista australiana que compitió en judo. Ganó dos medallas en el Campeonato de Oceanía de Judo en los años 2006 y 2008.

## Palmarés internacional
| Campeonato de Oceanía | Campeonato de Oceanía        | Campeonato de Oceanía | Campeonato de Oceanía |
| Año                   | Lugar                        | Medalla               | Categoría             |
| --------------------- | ---------------------------- | --------------------- | --------------------- |
| 2006                  | Papeete (Francia)            | Medalla de oro        | +78 kg                |
| 2008                  | Christchurch (Nueva Zelanda) | Medalla de plata      | +78 kg                |